# Please Please Please
«Please Please Please» — пісня американської співачки Сабріни Карпентер. Він був випущений Island Records 6 червня 2024 року як другий сингл з її шостого студійного альбому «Short n' Sweet». Продюсером пісні є Джек Антонофф, вона містить музичні впливи диско-попу, кантрі-попу та яхт-року.
Після виходу пісня отримала схвальні відгуки музичних критиків. Він посів перше місце в Billboard Hot 100, ставши її першим синглом, який посідає перше місце в чарті. За межами Сполучених Штатів «Please Please Please» очолила чарти в Австралії, Ірландії, Новій Зеландії, Норвегії та Великобританії. Він потрапив до першої десятки в 18 інших країнах, включаючи Канаду, Данію, Нідерланди, Португалію та Швецію.

## Музичне відео
Музичне відео на пісню «Please Please Please» є продовженням кліпу «Espresso», випущеного раніше в 2024 році. У кліпі на пісню «Espresso» Карпентера заарештовують наприкінці. «Я закінчив останнє відео, будучи арештованим, тому, природно, я подумав, що було б приємно почати відео «Please Please Please» у в'язниці», - сказав співак. «Мені сподобалася ідея закохатися в засудженого і бути шокованим і збентеженим кожного разу, коли він скоює злочини. Мені дуже пощастило отримати Баррі Кіогана в кліпі, тому що він просто чарівник на екрані», - сказала співачка після музики. було опубліковано відео. Подейкують, що ірландський актор є бойфрендом Карпентер за кадром після того, як їх почали бачити разом у грудні 2023 року та протягом 2024 року.

## Список треків
- Цифровий максі сингл[7]

1. "Please Please Please" – 3:06
2. "Please Please Please" (acoustic) – 3:01
3. "Please Please Please" (clean) – 3:06
4. "Please Please Please" (sped up) – 2:32
5. "Please Please Please" (slowed down) – 3:30
6. "Please Please Please" (a cappella) – 3:06
7. "Please Please Please" (instrumental) – 3:06

- 7-дюймовий[8]

1. "Please Please Please" – 3:06
2. "Please Please Please" (acoustic) – 3:01

## Чарти
| Чарт (2024)                               | Найвища позиція |
| ----------------------------------------- | --------------- |
| Аргентина (Argentina Hot 100)             | 43              |
| Австралія (ARIA)                          | 1               |
| Австрія (Ö3 Austria Top 75)               | 13              |
| Бельгія (Ultratop Flanders)               | 30              |
| Болівія (Billboard)                       | 23              |
| Бразилія (Brasil Hot 100)                 | 38              |
| Канада (Canadian Hot 100)                 | 3               |
| Канада (CHR/Top 40) (Billboard)           | 5               |
| Канада (Hot AC) (Billboard)               | 23              |
| Чилі (Billboard)                          | 24              |
| СНД (Tophit)                              | 55              |
| Хорватія (Billboard)                      | 17              |
| Хорватія (HRT)                            | 16              |
| Чехія (Singles Digitál Top 100)           | 15              |
| Данія (Tracklisten)                       | 8               |
| Estonia Airplay (TopHit)                  | 4               |
| Сальвадор (Monitor Latino)                | 16              |
| Фінляндія (Suomen virallinen lista)       | 19              |
| Франція (SNEP)                            | 44              |
| Німеччина (Media Control AG)              | 33              |
| Billboard Global 200                      | 1               |
| Греція (IFPI)                             | 4               |
| Гонконг (Billboard)                       | 12              |
| Угорщина (Single Top 40)                  | 38              |
| Ісландія (Tónlistinn)                     | 2               |
| Індія (IMI)                               | 2               |
| Індонезія (Billboard)                     | 3               |
| Ірландія (IRMA)                           | 1               |
| Ізраїль (Media Forest)                    | 1               |
| Італія (FIMI)                             | 90              |
| Japan Hot Overseas (Billboard Japan)      | 2               |
| Латвія (LAIPA)                            | 7               |
| Latvia Airplay (LAIPA)                    | 6               |
| Ліван (Lebanese Top 20)                   | 3               |
| Литва (AGATA)                             | 11              |
| Lithuania Airplay (TopHit)                | 2               |
| Люксембург (Billboard)                    | 8               |
| Малайзія (Billboard)                      | 2               |
| Malaysia International (RIM)              | 2               |
| MENA (IFPI)                               | 14              |
| Мексика (Billboard)                       | 23              |
| Нідерланди (Dutch Top 40)                 | 21              |
| Нідерланди (Mega Single Top 100)          | 6               |
| Нова Зеландія (RIANZ)                     | 1               |
| Нігерія (TurnTable Top 100)               | 85              |
| Норвегія (VG-lista)                       | 1               |
| Панама (Monitor Latino)                   | 10              |
| Перу (Billboard)                          | 9               |
| Філіппіни (Billboard)                     | 2               |
| Польща (Polish Streaming Top 100)         | 28              |
| Португалія (AFP)                          | 2               |
| Сінгапур (RIAS)                           | 1               |
| Словаччина (Singles Digitál Top 100)      | 25              |
| Південна Африка (TOSAC)                   | 10              |
| Південна Корея BGM (Circle)               | 80              |
| South Korea Download (Circle)             | 185             |
| Іспанія (PROMUSICAE)                      | 23              |
| Швеція (Sverigetopplistan)                | 6               |
| Швейцарія (Media Control AG)              | 12              |
| Об'єднані Арабські Емірати (IFPI)         | 9               |
| Велика Британія (Official Charts Company) | 1               |
| США (Billboard Hot 100)                   | 1               |
| США (Adult Top 40) (Billboard)            | 16              |
| США (Hot Dance Airplay) (Billboard)       | 21              |
| США (Mainstream Top 40) (Billboard)       | 3               |
| Венесуела (Record Report)                 | 34              |

## Сертифікації
| Регіон | Сертифікація  | Продажі   |
| --- | ------------- | --------- |
| Бразилія (ABPD) | 3× Платиновий | 120 000   |
| Канада (Music Canada)                                                                                                  | 2× Платиновий | 160 000   |
| Нова Зеландія (RIANZ)                                                                                                  | Платиновий    | 30 000    |
| Польща (ZPAV) | Золотий       | 25 000    |
| Португалія (AFP) | Золотий       | 5000      |
| Велика Британія (BPI)                                                                                                  | Платиновий    | 600 000   |
| Потокове передавання                                                                                                   |               |           |
| Греція (IFPI Greece)                                                                                                   | Золотий       | 1 000 000 |
| продажі+прослуховування, що базуються лише на сертифікаціях · лише прослуховування, що базуються лише на сертифікаціях |               |           |

## Історія випуску
| Регіон          | Дата           | Формат                                    | Версія              | Лейбл  | Прим.                |
| --------------- | -------------- | ----------------------------------------- | ------------------- | ------ | -------------------- |
| По всьому світу | 6 червня 2024  | Цифрове завантаження потокове передавання | Single              | Island | [ 82 ] [ 83 ] [ 84 ] |
| По всьому світу | 18 червня 2024 | Цифрове завантаження потокове передавання | Максі односпальний  | Island | [ 7 ]                |
| По всьому світу | 23 серпня 2024 | 7-дюймовий сингл                          | Оригінал Акустичний | Island | [ 8 ]                |